# Temnotrema sculptum
Temnotrema sculptum is een zee-egel uit de familie Temnopleuridae.
De wetenschappelijke naam van de soort werd in 1864 als Temnotrema sculpta gepubliceerd door Alexander Agassiz.